# Dendrocoelum
Dendrocoelum és un gènere de triclàdide dendrocèlid.

## Descripció
Les espècies de Dendrocoelum poden presentar dos ulls o cap. També presenten un òrgan adhesiu anterior. La musculatura interior de la faringe és entremesclada. A l'aparell copulador presenten un adenodàctil u òrgan musculo-glandular característic. La papil·la peniana està ben diferenciada.

## Espècies[2]
- Dendrocoelum abditum (Kenk, 1940)
- Dendrocoelum adenodactylosum (Stankovic & Komarek, 1927)
- Dendrocoelum affine (Codreanu & Balcesco, 1970)
- Dendrocoelum agile(de Beauchamp, 1932)
- Dendrocoelum alba (Linnaeus, 1746)
- Dendrocoelum albidum (Kenk, 1978)
- Dendrocoelum album (Steinmann, 1910)
- Dendrocoelum alexandrinae (Codreanu & Balcesco, 1970)
- Dendrocoelum angarense (Gerstfeldt, 1858)
- Dendrocoelum apodendrocoeloideum (Dyganova, 1976)
- Dendrocoelum atriostrictum (Codreanu & Balcesco, 1967)
- Dendrocoelum banaticum (Codreanu & Balcesco, 1967)
- Dendrocoelum barbei (de Beauchamp, 1956)
- Dendrocoelum benazii (Del Papa, 1973)
- Dendrocoelum boettgeri (An der Lan, 1955)
- Dendrocoelum brachyphallus (Beauchamp, 1929)
- Dendrocoelum brandtii (Bohmig, 1893)
- Dendrocoelum brunneomarginatum (Bohmig, 1893)
- Dendrocoelum caecum (Komarek, 1926)
- Dendrocoelum caucasicum (Porfirieva, 1958)
- Dendrocoelum cavaticum (Fries, 1874)
- Dendrocoelum chappuisi (de Beauchamp, 1932)
- Dendrocoelum clujanum (Codreanu, 1943)
- Dendrocoelum coecum (Komarek, 1926)
- Dendrocoelum coiffaiti (de Beauchamp, 1956)
- Dendrocoelum collini (de Beauchamp, 1919)
- Dendrocoelum cruciferum (Stankovic, 1969)
- Dendrocoelum dani (Bromley, 1982)
- Dendrocoelum debeauchampianum (Codreanu & Balcesco, 1967)
- Dendrocoelum decemoculatum (Komarek, 1919)
- Dendrocoelum decoratum (Kenk, 1978)
- Dendrocoelum dorsivittatum (Kenk, 1978)
- Dendrocoelum dumitrescuae (Gourbault, 1967)
- Dendrocoelum findeneggi (Reisinger, 1971)
- Dendrocoelum fuscum (Stimpson, 1857)
- Dendrocoelum geticum (Codreanu & Balcesco, 1970)
- Dendrocoelum gineti (de Beauchamp, 1954)
- Dendrocoelum graffi (Wilhelmi, 1909)
- Dendrocoelum grimmi (Dyganova, 1983)
- Dendrocoelum hankoi (Gelei J, 1927)
- Dendrocoelum hercynicum (Flossner, 1959)
- Dendrocoelum hussoni (Sauber, 1970)
- Dendrocoelum infernale (Steinmann, 1907)
- Dendrocoelum italicum (Vialli, 1937)
- Dendrocoelum jablanicense (Stankovic & Komarek, 1927)
- Dendrocoelum komareki (Stankovic, 1969)
- Dendrocoelum lactea (Müller, 1774)
- Dendrocoelum lacteum (Müller, 1774)
- Dendrocoelum lacustre (Stankovic, 1938)
- Dendrocoelum lescherae (Gourbault, 1970)
- Dendrocoelum lipophallus (de Beauchamp, 1929)
- Dendrocoelum longipenis (Komarek, 1916)
- Dendrocoelum lychnidicum (Stankovic, 1969)
- Dendrocoelum maculatum (Stankovic & Komarek, 1927)
- Dendrocoelum magnum (Stankovic, 1969)
- Dendrocoelum minimum (Kenk, 1978)
- Dendrocoelum mrazekii (Vejdovsky, 1895)
- Dendrocoelum nausicaae (Schmidt, 1861)
- Dendrocoelum ochridense (Stankovic & Komarek, 1927)
- Dendrocoelum orghidani (Gourbault, 1967)
- Dendrocoelum oxyhidoni (Codreanu & Balcesco, 1967)
- Dendrocoelum panamicum (Méhely, 1927)
- Dendrocoelum pannonicum (Mehely, 1927)
- Dendrocoelum parisi (de Beauchamp, 1929)
- Dendrocoelum parvioculatum (de Beauchamp, 1932)
- Dendrocoelum plesiophthalmum (de Beauchamp, 1937)
- Dendrocoelum polymorphum (Codreanu & Balcesco, 1967)
- Dendrocoelum prespense (Stankovic, 1969)
- Dendrocoelum pulcherrimum (Girard, 1850)
- Dendrocoelum punctatum (Pallas, 1774)
- Dendrocoelum puteale (Kenk, 1930)
- Dendrocoelum quadrioculatum (Graff, 1875)
- Dendrocoelum regnaudi (de Beauchamp, 1919)
- Dendrocoelum romanodanubiale (Codreanu, 1949)
- Dendrocoelum romanovae (Dyganova, 1976)
- Dendrocoelum sanctinaumae (Stankovic & Komarek, 1927)
- Dendrocoelum sinisae (Kenk, 1978)
- Dendrocoelum sollaudi (de Beauchamp, 1931)
- Dendrocoelum spelaeum (Kenk, 1924)
- Dendrocoelum sphaerophallus (de Beauchamp, 1929)
- Dendrocoelum spinosipenis (Kenk, 1925)
- Dendrocoelum subterraneum (Komarek, 1919)
- Dendrocoelum superbum (Girard, 1850)
- Dendrocoelum superficiale (Porfirieva, 1958)
- Dendrocoelum tismanae (Codreanu & Balcesco, 1967)
- Dendrocoelum translucidum (Kenk, 1978)
- Dendrocoelum truncatum (Leidy, 1851)
- Dendrocoelum tubuliferum (de Beauchamp, 1919)
- Dendrocoelum tuzetae (Gourbault, 1965)
- Dendrocoelum vitta (Duges, 1830)
- Dendrocoelum vittatum (Diesing, 1850)
- Dendrocoelum voinovi (Codreanu, 1929)
- Dendrocoelum warnimonti (Hoffmann, 1964)